# 御殿場公園
御殿場公園（ごてんばこうえん）は、福島県喜多方市塩川町にある都市公園である。かつては会津藩歴代藩主一家が野鳥と川魚に満ちた琵琶阿湖に遊び、鷹狩りも行われる行楽地であった。昭和47年（1972年）に都市公園として整備され、今では春は200本を超えるソメイヨシノが咲き乱れる花見の名所として、初夏には60種3万6千株の花しょうぶが咲き競い、秋の紅葉と四季を通じて楽しめる公園として親しまれている。

## 歴史
御殿場公園を背景とする東低地の水田地帯は、当時雄名川と日橋川との合流地点跡であった。この地点跡の低湿地は、日橋川が氾濫して東側の丘陵地が決壊するのを防ぐため、近世初期に堰堤をもって日橋川の流入を防止したために生じた小湖であった。
この堰堤工事は、塩川屈指の富豪長沢雅楽助一家によってすすめられ、寛永5年（1628年）の完成と伝えられ、堰堤の内側に月瀬、下河原、沼尻などの埋立て水田が開拓される。その西に新たにできた小さい湖は、誰というは無しに「琵琶阿湖（びわなこ）」と呼ばれるようになった。風土記にこの沼は周囲一里で味のよい鮒がとれるとあり、沼や葦野や丘陵があって野鳥と川魚の豊富な自然公園であった。また、藩主一家の手ごろな遊覧地とされ元禄5年（1692年）7月の末、会津藩三代藩主松平正容の生母栄寿院尼公の琵琶阿湖遊覧を皮切りに、歴代藩主一家の行楽地として塩川町民の憧憬と自負の糧となり、ついに「御殿場」と呼ばれるようになった。
寛政年間（1789年～1801年）以後は御殿場の一部が御鷹野となり、現在みられるような段丘（階段）が築かれ、文政9年（1826年）5月、八代藩主松平容敬が歴代会津藩主として初めての御殿場御鷹野を催した。
昭和47年（1972年）に、児童の健全な育成の場として都市公園で整備しているが、昔の面影の一部を残している。

## 公園の見どころ[4]
- 4月上旬 200本のソメイヨシノなど、桜が見頃となる。
- 6月中旬から下旬 3万6千本の花菖蒲（はなしょうぶ）が見頃となる。

## 祭事・催し[4]
- 6月中旬から下旬にかけて花しょうぶ祭りが開催され、期間中は鑑賞会などの催しも行われる。

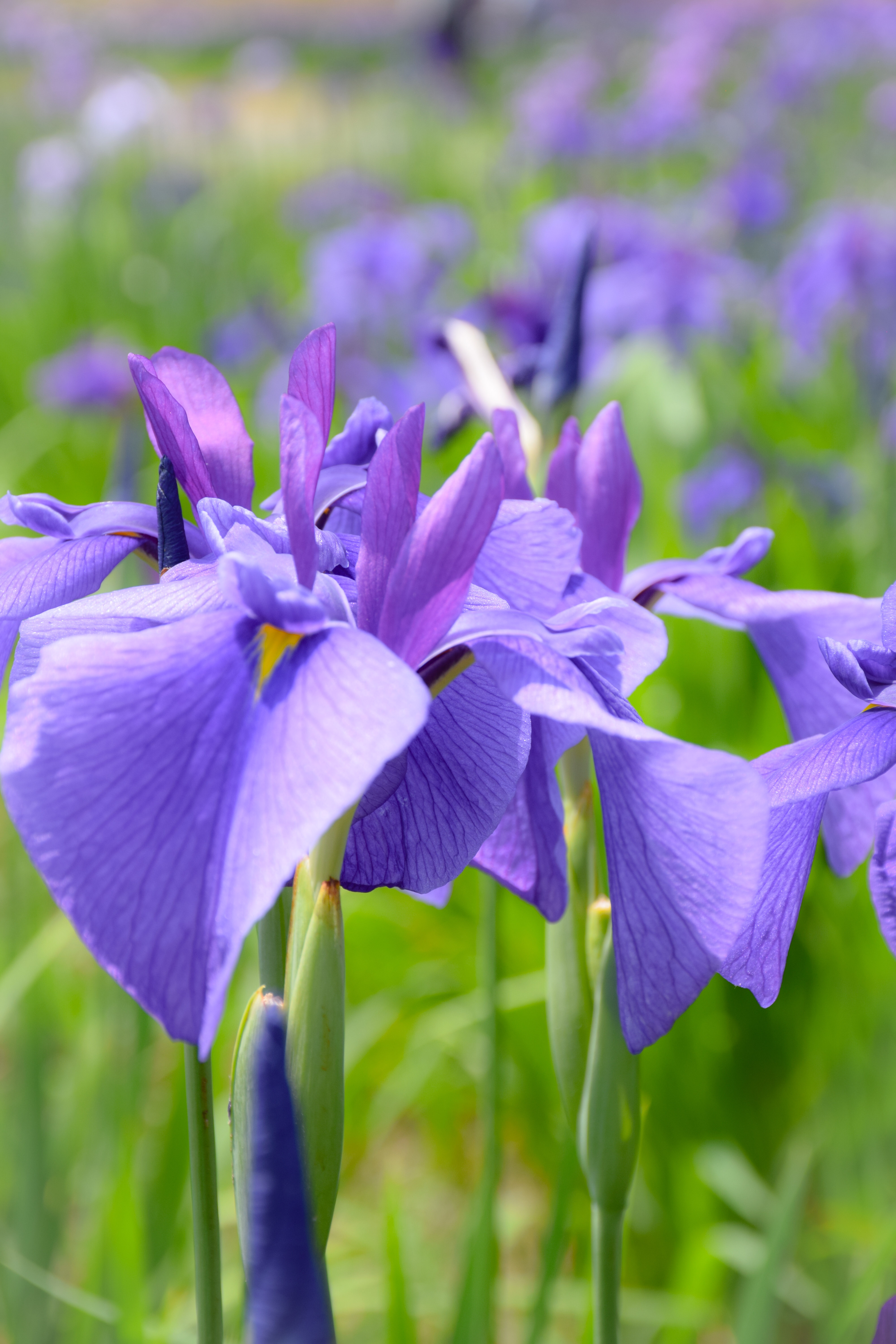
御殿場の花菖蒲

## 御殿場公園運動広場の主な施設
サッカーや野球、ソフトボールなどいろいろなスポーツ競技で使用が可能。料金、時間など詳細については喜多方市ホームページを参照のこと。

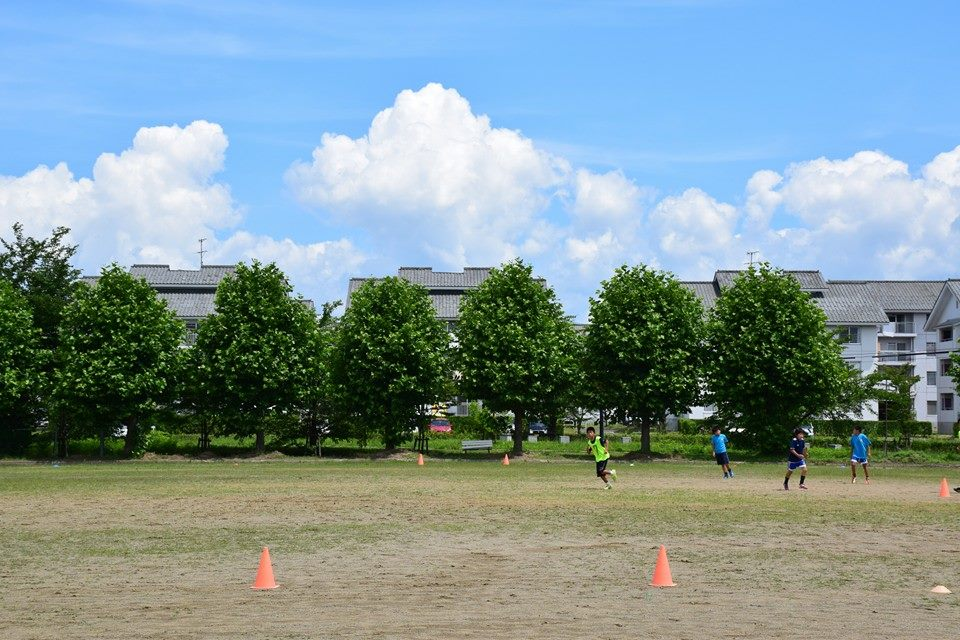
御殿場公園運動場

- サッカー場（1面）
- 野球場（1面）
- ソフトボール（2面）
- 御殿場公園休憩舎（御殿場会館）[6]

## アクセス
公共交通機関
- JR磐越西線 会津若松駅 ⇒ JR磐越西線 塩川駅 下車後徒歩10分

自家用車・観光バスなど
御殿場公園には北側、北東側、南側に十台以上停車可能な駐車場が整備されている。また、南側駐車場は中～大型バスが駐車可能である。
- 磐越自動車道会津若松IC ⇒ 国道１２１号線を喜多方方面へ ⇒ 御殿場公園南側駐車場(10分)[10]下車後徒歩2分。

## 周辺
- 竹屋観音 - 会津三十三観音第八番札所
- 遠田観音 - 会津三十三観音第九番札所
- 塩川物産館川番所
- 阿弥陀寺
- 金川寺
- 浜崎城跡